# 坂東蓑助 (5代目)
五代目 坂東 蓑助（ごだいめ ばんどう みのすけ、1865年1月11日〈元治元年12月14日〉 - 1910年〈明治43年〉9月10日）は、日本の歌舞伎役者。養父は十二代目守田勘彌。

## 経歴

### 出生
元治元年12月14日（1865年1月11日）、三河国の東海道にある池鯉鮒宿の旅籠、巴屋こと林寅吉の次男として生まれた。本名は鉄三郎。母は碧海郡東境村の泉正寺の生まれである。

### 歌舞伎役者として

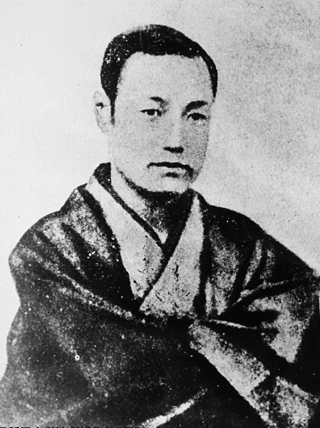
十二代目守田勘彌

理由は定かでないが、母親とともに巴屋を出て旅役者となり、女優の中村仲吉に預けられた。10歳の時に東京に向かい、坂東喜知六を頼って坂東利喜松（りきまつ）と名乗った。新富座で踏んだ初舞台が認められて坂東喜知六の養子となった。
1889年（明治22年）に京都の祇園座がこけら落としを行った際、九代目市川團十郎一座に招かれて出演し、非凡な才能を見せつけた。十二代目守田勘彌に見初められ、25歳の時に五代目坂東蓑助を襲名した。1897年（明治30年）に十二代目守田勘彌が急死した後には不遇をかこった。

### 故郷凱旋と死去

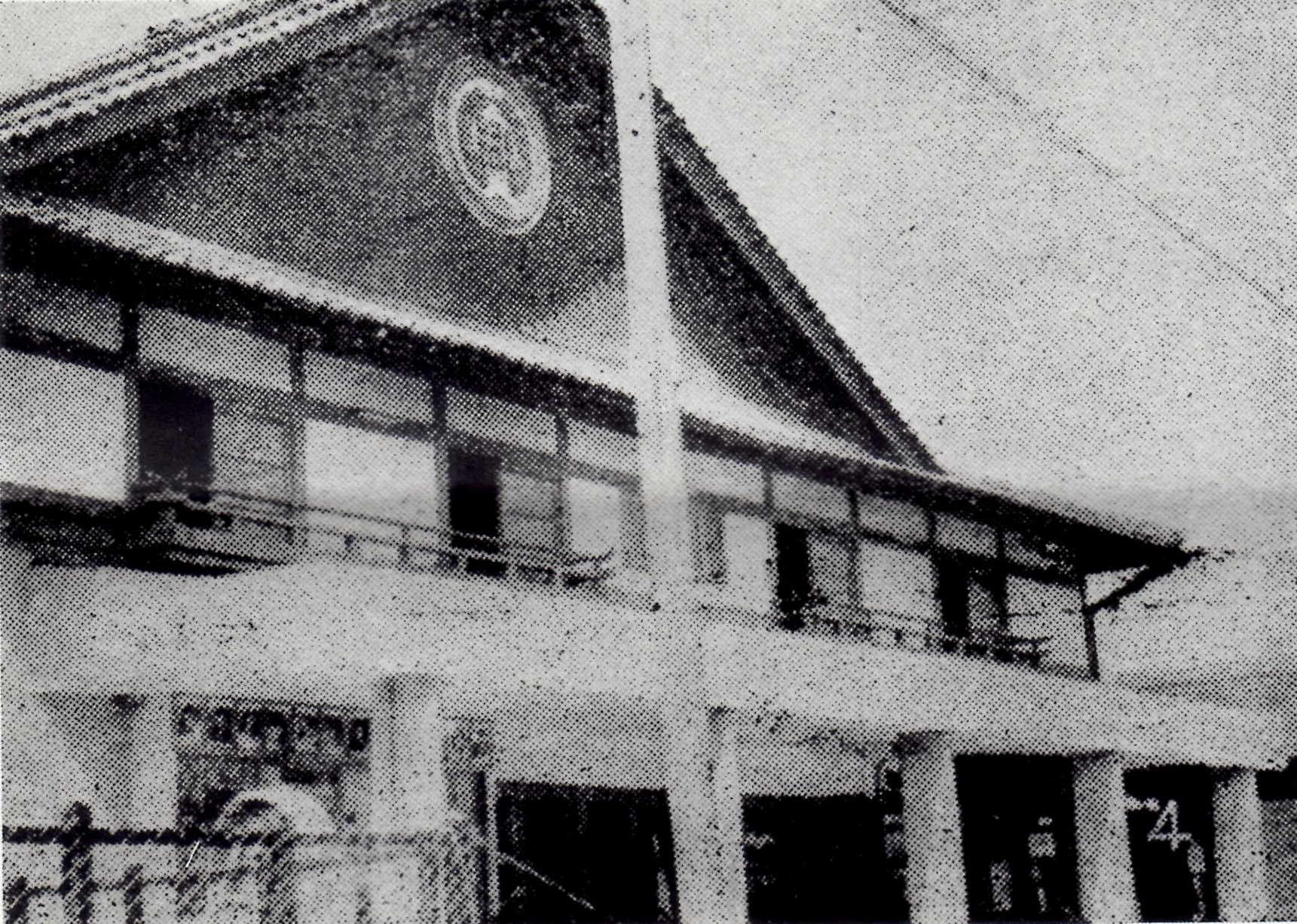
凱旋した東雲座

1909年（明治42年）8月には郷土の碧海郡知立町にある東雲座（後の知立劇場）の公演に出演した。「郷土のうんだ名優蓑助きたる」などとして大変な騒ぎになったとされる。9月には碧海郡刈谷町の大生座（たいせいざ）の公演に出演したが、持病のリウマチが悪化して入院した。9月10日には心臓麻痺を併発して死去した。
養嗣子には刈谷市文化財保護委員を務めた佐藤峻吉がいる。